# Relations entre la Chine et la Corée du Sud

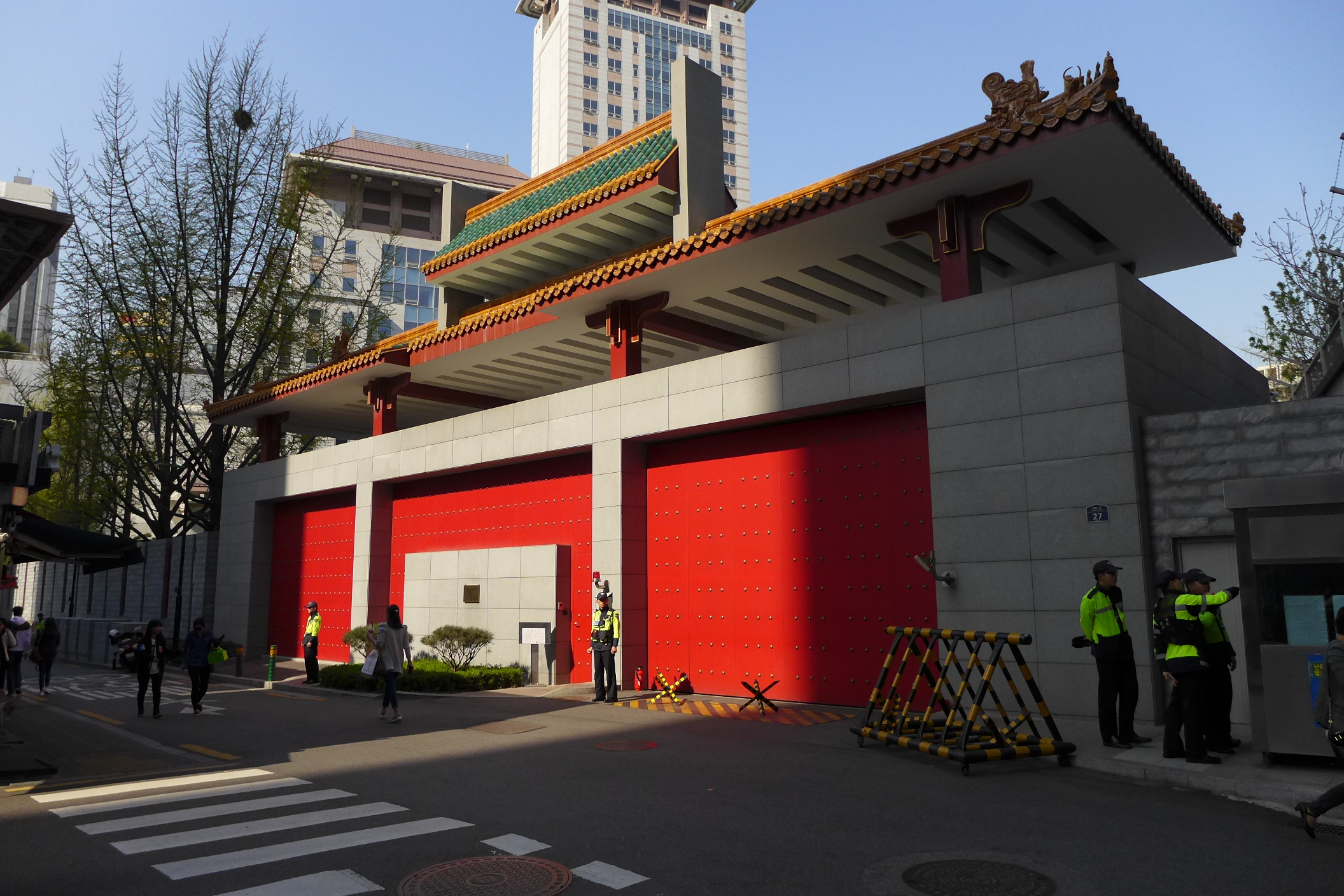
Ambassade de Chine à Séoul en Corée du Sud.

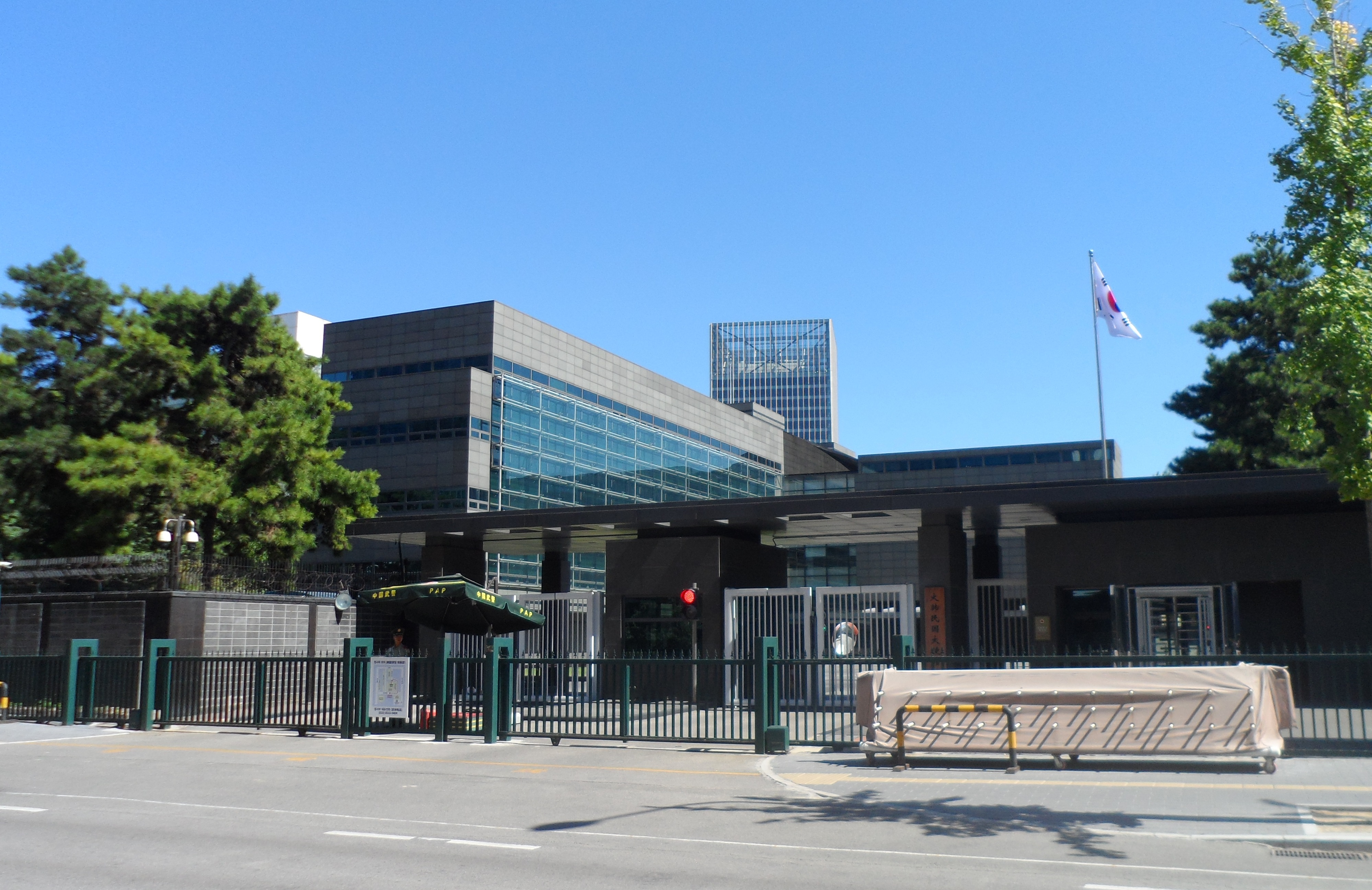
Ambassade de Corée du Sud à Pékin en Chine.

Les relations entre la Chine et la Corée du Sud font référence aux relations diplomatiques entre la république populaire de Chine (Chine) et la république de Corée (Corée du Sud). Des relations diplomatiques ont été officiellement établies dans les années 1990. Auparavant, la Chine ne reconnaissait que la république populaire démocratique de Corée (Corée du Nord) tandis que la Corée du Sud ne reconnaissait à son tour que la république de Chine (Taïwan). Depuis, la Chine et la Corée du Sud s'efforcent de renforcer leur partenariat stratégique et coopératif dans de nombreux secteurs, ainsi que de promouvoir des relations de haut niveau. Le commerce, le tourisme et le multiculturalisme, en particulier, ont été les facteurs les plus importants du renforcement du partenariat de coopération entre deux pays voisins. Néanmoins, les contentieux historiques, les conflits politiques et les tensions culturelles influencent les relations entre la Corée du Sud et la Chine.
Les relations se détériorent considérablement après l'annonce de la Corée du Sud en 2016 de déployer le THAAD, un système de missiles que la Chine perçoit comme une menace pour sa sécurité. La Chine s'oppose fermement à son déploiement et impose un boycott non officiel à la Corée du Sud pour tenter de l'empêcher de le déployer. Cependant, à la fin octobre 2017, les deux pays mettent fin au différend diplomatique et travaillent pour améliorer leurs relations en renforçant les échanges et la coopération entre eux et en établissant une harmonie des intérêts. Ils sont convenus de reprendre les échanges et la coopération dans tous les domaines. Toutes les interdictions économiques et culturelles de la Chine vers la Corée du Sud ont été levées, la coopération politique et sécuritaire, les entreprises et les échanges culturels entre les deux pays étant redevenus sains,,.
À la reprise des relations, la Chine et la Corée du Sud ont organisé des visites présidentielles et gouvernementales, travaillant ensemble dans la péninsule coréenne, aidant au développement d'autres pays et coopérant dans de nombreux domaines,,,.

## Histoire des relations

### Guerre de Corée
La république populaire de Chine nouvellement établie participe à la guerre de Corée entre 1950 et 1953, envoyant l'Armée des volontaires du peuple chinois combattre aux côtés de l'Union soviétique contre les troupes des États-Unis et des Nations unies en octobre 1950. Elle réussit à chasser les forces de l'ONU de la Corée du Nord, mais sa propre offensive vers le Sud est repoussée. La participation de l'Armée des volontaires du peuple a tendu les relations entre la Corée du Sud et la Chine. La guerre de Corée a pris fin de facto en juillet 1953, aboutissant à l'établissement de la zone coréenne démilitarisée et au retrait des forces chinoises de la péninsule coréenne. Les troupes américaines sont restées en Corée du Sud à ce jour.

### Guerre froide
Tout au long de la guerre froide, la Chine populaire et la Corée du Sud n'entretiennent aucune relation officielle. La Chine continentale maintient des relations étroites avec la Corée du Nord qu'elle considère seule représentante de la Corée et la Corée du Sud maintient des relations diplomatiques avec la république de Chine à Taïwan. Le commerce entre Séoul et Pékin se retrouve entravé.

#### Relations sous la Corée du Sud de Park Chung-hee et Chun Doo-hwan (1961-1988)
En Corée du Sud, le président Park Chung-hee lance une politique visant à établir des relations avec la Chine et l'Union soviétique. Un processus que le président Chun Doo-hwan poursuit par la suite. La Chine et l'URSS avaient une influence significative sur l'avenir de la péninsule coréenne. De bonnes relations avec les anciens alliés de la Corée du Nord faisaient donc partie intégrante de la politique Nordpolitik.
Le contact officiel entre Pékin et Séoul commence avec l'atterrissage du vol CAAC 296 détourné en mai 1983. La Chine envoie une délégation de trente-trois fonctionnaires à Séoul pour négocier son retour. L'événement marque le début d'une série d'échanges occasionnels de citoyens. Par exemple, en mars 1984, une équipe de tennis sud-coréenne se rend à Kunming pour un match de Coupe Davis avec une équipe chinoise. En avril 1984, une équipe chinoise de basket-ball de trente-quatre membres débarque à Séoul pour participer aux huitièmes championnats asiatiques juniors de basket-ball. Certains responsables chinois auraient effectué des visites discrètes en Corée du Sud pour inspecter ses industries, tandis que des responsables sud-coréens se sont rendus en Chine pour assister à une série de conférences internationales.

#### Fin des années 1980
Les contacts individuels sud-coréens-chinois actifs sont encouragés. Les universitaires, les journalistes et en particulier les familles divisées entre la Corée du Sud et la Chine ont pu échanger librement leurs visites à la fin des années 1980. Un nombre important de citoyens de chaque pays résident dans l'autre. En 2009, plus de 600 000 citoyens chinois résident en Corée du Sud, dont 70 % sont de la diaspora coréenne, notamment de la préfecture autonome coréenne de Yanbian de la province du Jilin et d'autres régions de Chine, tandis qu'environ 560 000 citoyens sud-coréens vivent en Chine.
Cependant, pendant cette période, d'importants obstacles au commerce et à des relations solides persistent. Aucune protection n'est accordée par les relations officielles. Pékin continue d'être politiquement plus proche de Pyongyang et les relations avec la Corée du Nord restent tendues et méfiantes.

### Réforme et ouverture après la guerre froide
Le commerce entre les deux pays continue d'augmenter, notamment après la réforme économique chinoise. En outre, la Chine tente de servir de médiateur entre la Corée du Nord et les États-Unis, entre la Corée du Nord et le Japon et promeut également des pourparlers tripartites entre Pyongyang, Séoul et Washington.
La Corée du Sud est un allié de la république de Chine à Taïwan, mais les relations diplomatiques entre Séoul et Taipei sont rompues en 1992. Le 24 août 1992, des relations diplomatiques formelles sont établies entre Séoul et Pékin. En 2004, la Chine devient le premier partenaire commercial de la Corée du Sud.
À la suite de l'accord de libre-échange entre les États-Unis et la Corée du Sud le 30 juin 2007, le gouvernement chinois commence immédiatement à œuvrer pour un accord de libre-échange avec la Corée du Sud. L'accord de libre-échange entre la Corée du Sud et la Chine est finalisé le 20 décembre 2015. Les tarifs sur 958 produits, y compris les équipements médicaux, les transformateurs électriques, sont supprimés. Le 1er janvier 2016, les droits de douane sont supprimés sur 5 779 produits pendant deux ans. En outre, on estime que les tarifs chinois vont progressivement baisser et être supprimés sur 5 846 produits sur dix ans. La Corée du Sud enregistre un excédent commercial avec la Chine, qui atteint un record de 32,5 milliards de dollars américains en 2009 et le commerce total entre les deux pays dépasse 300 milliards de dollars américains en 2014,

Le 29 novembre 2010, des révélations de télégrammes de la diplomatie américaine par WikiLeaks mentionnent deux responsables chinois inconnus disant au vice-ministre des Affaires étrangères de l'époque, Chun Yung-woo, que la république populaire de Chine soutiendrait une Corée réunifiée sous le gouvernement du Sud, à condition que le pays ne soit pas hostile à la Chine.

Pays ayant signé des documents de coopération liés au projet chinois des nouvelles routes de la soie.

Le 10 janvier 2011, dans le but de renforcer la diplomatie, le ministère des Affaires étrangères et du Commerce (MOFAT) créé deux équipes d'experts chinois et de spécialistes linguistiques au sein de son département chargé des affaires chinoises. Une équipe d'analyse rendra compte de l'évolution des affaires politiques, économiques et étrangères en Chine, et une équipe de surveillance composée de sept spécialistes linguistiques rendra compte de l'opinion publique en Chine. L'Institut des affaires étrangères et de la sécurité nationale (IFANS), un groupe de réflexion affilié au MOFAT, lance un centre consacré aux affaires chinoises, qui servira de plaque tournante pour rassembler les recherches sur la Chine menées en Corée.

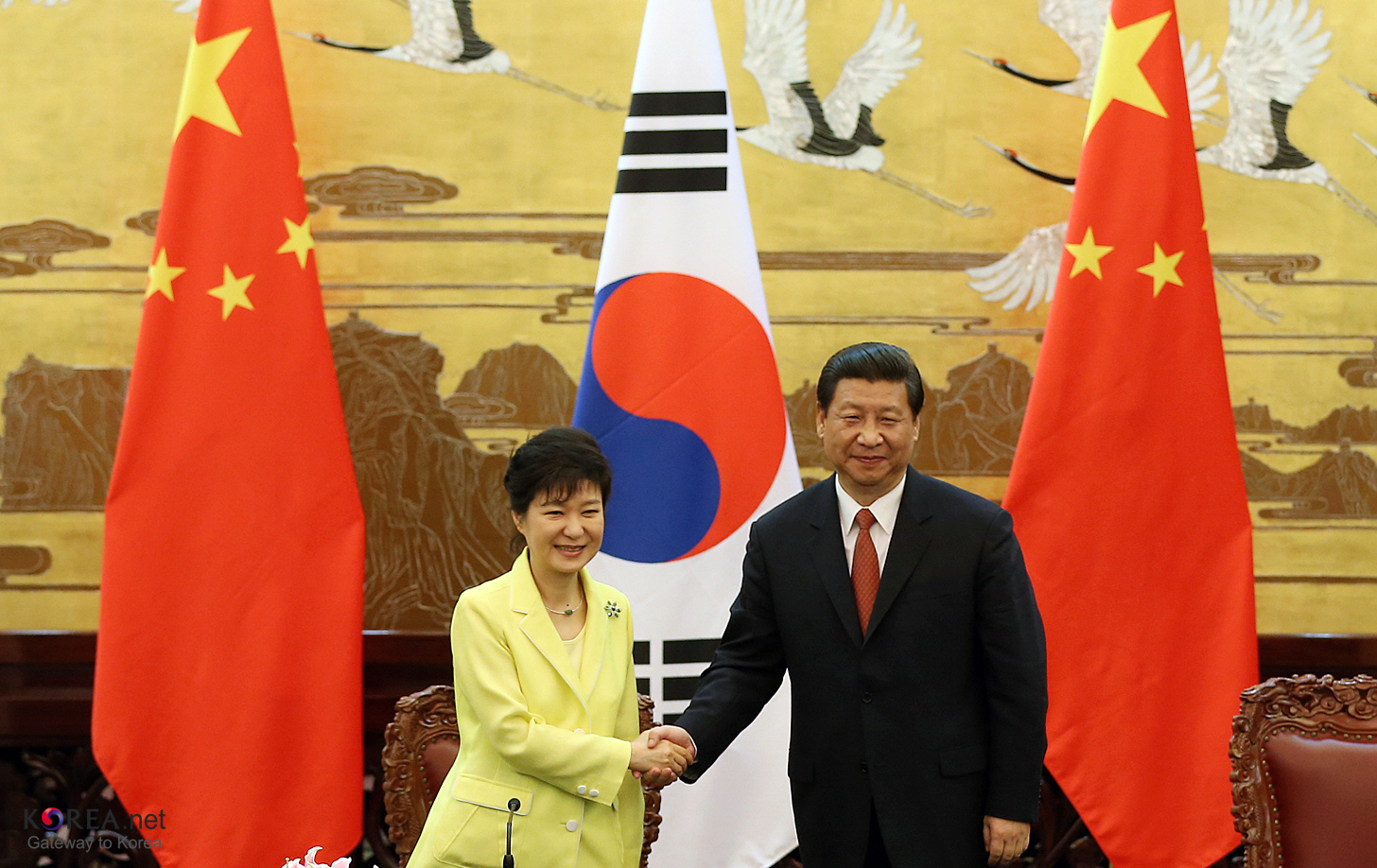
Sommet entre Park Geun-hye et Xi Jinping en 2013.

Le sommet entre Park Geun-hye et Xi Jinping en 2013 montre la promesse d'un réchauffement des relations, mais les relations se refroidissent après que la Chine a étendu sa zone d'identification de défense aérienne (mer de Chine orientale) sur le territoire sud-coréen. Malgré cela, en juillet 2014, Xi Jinping se rend en Corée du Sud avant son allié traditionnel, la Corée du Nord, et lors de ses entretiens avec Park Geun-hye, les deux dirigeants affirment leur soutien à une péninsule coréenne sans nucléaire et aux négociations en cours sur les accords de libre-échange. Les deux dirigeants expriment également leurs préoccupations concernant la réinterprétation par le Premier ministre japonais Shinzō Abe de l'article 9 de la Constitution japonaise.

## Tensions entre la Chine et la Corée du Sud

### Pêche chinoise illégale en zone économique sud-coréenne
En octobre 2016, la Corée du Sud dépose une plainte officielle auprès de Pékin accusant des bateaux de pêche chinois d'avoir éperonné et coulé un navire de la garde côtière sud-coréenne. L'incident s'est produit le 7 octobre lorsque des gardes-côtes sud-coréens tentaient d'empêcher une quarantaine de bateaux de pêche chinois de pêcher illégalement au large de la côte ouest de la Corée du Sud. Les incidents d'entrée illégale de bateaux chinois se poursuivent et le 1er novembre 2016, des navires sud-coréens ouvrent le feu sur des bateaux chinois. Aucune victime n'a été signalée.

### Déploiement du THAAD en Corée du Sud

#### Contexte

Touristes chinois en Corée du Sud et taux annuel. À partir de mars 2017, les touristes ont chuté en représailles à l'installation de THAAD.

À la fin 2016, les États-Unis et la Corée du Sud annoncent conjointement le déploiement du Terminal High Altitude Area Defense (THAAD), prétendument en réponse aux menaces nucléaires et de missiles de la Corée du Nord. Les États-Unis déclarent que le déploiement de la THAAD est « une mesure purement défensive visant uniquement la Corée du Nord » et n'a pas l'intention de menacer les intérêts sécuritaires de la Chine. Cependant, la Chine exprime continuellement son opposition à la décision de la Corée du Sud et des États-Unis en raison de sa crainte que le déploiement de THAAD puisse être une mesure des États-Unis pour contenir la Chine.

Selon Reuters :
« C'est la Chine, et non la Corée du Nord, qui a été la plus mal à l'aise avec l'idée de déployer le THAAD en Corée du Sud », a déclaré Yang Uk, un expert militaire au Korea Defence and Security Forum. « Pékin s'est opposé au THAAD et à son puissant radar qui peut observer profondément dans le territoire chinois, affirmant qu'il bouleverse l'équilibre sécuritaire régional. »

#### Opposition de la Chine
Déclarant que le THAAD saperait la capacité de dissuasion nucléaire de la Chine, l'ambassadeur chinois Qiu Guohong avertit que le déploiement du THAAD pourrait « détruire » les relations Chine-Corée du Sud en un instant, tandis que le porte-parole de la présidente de la Corée du Sud avertit la Chine que le déploiement du THAAD est une « question sur laquelle nous déciderons en fonction de notre propre sécurité et de nos intérêts nationaux ».
Dans un objectif de détente, la Chine et la Corée du Sud tiennent le 5 septembre 2016 un sommet entre les dirigeants des deux pays, Xi Jinping et Park Geun-hye, pour discuter de la question du THAAD. Le sommet se tient à Hangzhou, dans l'est de la Chine. Lors du sommet, Park Geun-hye réaffirme que le déploiement du THAAD ne vise que la Corée du Nord et que les intérêts de sécurité de la Chine ne sont pas menacés. Cependant, Xi Jinping réitère la position ferme de la Chine contre le déploiement du THAAD en déclarant qu'il pourrait intensifier les différends. Pourtant, les deux pays ont encore souligné la longue histoire de leurs relations et sont convenus qu'une relation bilatérale stable et saine profiterait aux deux pays.

#### Effet du THAAD sur l'économie de la Corée du Sud

Ventes unitaires et taux annuel en Chine. À partir de mars 2017, les ventes unitaires ont chuté en représailles à l'installation de THAAD.

Avec la décision de la Corée du Sud en 2017 d'accepter le déploiement du THAAD dans le pays, bien que le gouvernement chinois ait évité les sanctions et mesures formelles, il exhorte ses citoyens par le biais des médias officiels à exprimer leur mécontentement face à cette décision. Les citoyens chinois sont autorisés à se rassembler pour protester. Les médias d'information rapportent des boycotts citoyens de produits sud-coréens comme les voitures Hyundai. Des produits sud-coréens sont retirés des rayons des supermarchés et des agences de voyages annulent leurs voyages touristiques en Corée du Sud.
Une grande attention s'est portée sur le conglomérat sud-coréen Lotte Group. Lotte accepte un échange de terrain, un terrain de golf à Seongju, avec le gouvernement sud-coréen qui doit être utilisé pour le déploiement du THAAD. En plus d'un boycott des consommateurs des magasins Lotte en Chine, les autorités municipales ont soudainement découvert que les magasins et usines Lotte enfreignaient les règlements de sécurité incendie et autres ordonnances locales, ce qui a entraîné la fermeture de 75 des 99 supermarchés Lotte,,.
En mars, les ventes de Hyundai et de sa marque sœur Kia Motors en Chine ont chuté de 52 % par rapport à l'année précédente à 72 000 véhicules, le niveau le plus bas depuis 2014. Le tourisme chinois a également chuté de 39,4 % (par rapport à mars 2016) en mars. En conséquence, la Chine est devenue un pays plus détesté que le Japon en Corée du Sud, selon un sondage d'opinion réalisé par l'Asan Institute for Policy Studies en mars 2017.

#### Culture
La culture coréenne, les chanteurs, les acteurs et les danseurs sont populaires auprès de la jeunesse chinoise en raison du développement d'Internet et de l'exportation de contenu culturel coréen. Après le différend lié au déploiement du THAAD, une ordonnance de limitation de la Corée a été placé sur le Hallyu. En Chine, les événements culturels liés au Hallyu ont été annulés, les acteurs coréens ont dû abandonner leurs œuvres et des médias coréens limités ont pu être exportés vers la Chine. L'interdiction a été levée peu de temps après et les relations se sont améliorées.

### Controverse sur BTS et la guerre de Corée
Le 13 octobre 2020, RM, membre du groupe BTS, prononce un discours sur la guerre de Corée, dans lequel il raconte que la Corée du Sud partage son histoire de douleurs avec les États-Unis. Le discours provoque un tollé en Chine et les médias chinois critiquent BTS pour ce qu'ils perçoivent comme un parti pris et une insensibilité au rôle de la Chine de l'autre côté du conflit et certains internautes chinois appellent à boycotter la culture populaire coréenne,. Cela conduit à des réactions négatives parmi certains internautes coréens qui accusent la Chine d'exagérer la situation.

### Controverses historiques
Les revendications historiques chinoises concernant Goguryeo et ses royaumes connexes ont créé une certaine tension entre la Corée du Sud et la Chine. Le gouvernement chinois annonce au début des années 2000 le Northeast Project, un projet de recherche controversé affirmant que Goguryeo et d'autres royaumes de l'histoire coréenne, dont Gojoseon, Buyeo et Balhae, sont des États tributaires chinois. Cela déclenche un tollé massif en Corée du Sud lorsque le projet est largement diffusé en 2004.
Le 14 octobre 2020, le média sud-coréen JTBC a découvert qu'un certain nombre de manuels scolaires américains présentent la Corée comme une partie de la Chine qui n'a obtenu son indépendance de la Chine qu'en 1876, provoquant des tollés et des accusations selon lesquelles la Chine essaie de manipuler l'histoire de la Corée et les écoles américaines sont complices ou négligentes sur l'enseignement de l'histoire. L'équipe de JTBC a également découvert que les médias sociaux chinois comme Baidu participent à la déformation de l'histoire coréenne et à la sinisation de nombreuses personnalités coréennes comme Kim Koo ou Yun Dong-ju.

## Position commune sur le Japon
En raison de l'empire du Japon et des atrocités commises par l'armée impériale japonaise sur les Coréens et les Chinois, des femmes qui ont fourni des relations sexuelles pendant la Seconde Guerre mondiale (connues sous le nom de femmes de réconfort ) et la colonisation japonaise de la Corée au massacre de Nanjing et à l'unité 731, la Corée du Sud et La Chine est unifiée dans sa position contre le Japon et son insistance sur des réparations plus importantes pour les atrocités de guerre au Japon.

### Gouvernement provisoire de la république de Corée de 1910 à 1945
Lorsque la péninsule coréenne fut colonisée par le Japon impérial, le gouvernement provisoire de la république de Corée en exil à Shanghai reçut le soutien de la Chine.

### Crimes de guerre japonais
Les gouvernements chinois et sud-coréen adoptent tous deux une position ferme sur les questions relatives aux crimes de guerre japonais. La Corée était sous domination japonaise après l'effondrement de la dynastie Joseon en 1910. Pendant la deuxième guerre sino-japonaise, le Japon a envahi et occupé l'est de la Chine.
Pendant la Seconde Guerre mondiale, l'armée impériale japonaise a commis de nombreux crimes de guerre contre les Chinois et les Coréens. Cela les a amenés à s'opposer à la position du gouvernement japonais sur les crimes de guerre commis pendant la guerre. Les questions sur lesquelles les gouvernements chinois et sud-coréen se tiennent ensemble incluent les visites controversées de politiciens japonais au sanctuaire de Yasukuni, les controverses sur les manuels d'histoire japonais et les femmes de réconfort.

### An Jung-geun
En 2014, un mémorial dédié à l'assassin coréen An Jung-geun a été ouvert dans la ville chinoise de Harbin, où il a assassiné le Premier ministre japonais Itō Hirobumi en 1909. Le gouvernement japonais a protesté contre cette décision, qualifiant An Jung-geun de « terroriste ».

## Opinion publique
Une enquête publiée en 2019 par le Pew Research Center a révélé que 63 % des Sud-Coréens avaient une vision négative de la Chine.
Au début de la pandémie de Covid-19, plus d'un demi-million de citoyens sud-coréens signent une pétition faisant pression sur le gouvernement pour interdire aux Chinois d'entrer dans le pays.